# SpongeBob SquarePants: The Cosmic Shake
SpongeBob SquarePants: The Cosmic Shake (с англ. — «Губка Боб Квадратные Штаны: Космическая встряска») — компьютерная игра 2023 года в жанре платформера, разработанная Purple Lamp Studios и изданная THQ Nordic. Игра основана на мультсериале от Nickelodeon «Губка Боб Квадратные Штаны».

## Игровой процесс
Игра является 3D-платформером. В роли Губки Боба игрок перемещается по нескольким мирам вселенной «Губки Боба» с помощью Патрика, который превратился в воздушный шарик. В игре около 15 способностей, которые можно применять для платформинга и в бою.
Во время прохождения игры игрок может собирать различные предметы (например, дублоны или золотые лопатки). Данные предметы являются необязательными к сбору и лишь открывают новые костюмы для Губки Боба после сбора определённого количества соответствующих предметов.

## Сюжет
Во время очередного посещения парка «Мир перчаток» Губка Боб и Патрик встречают мадам Кассандру, русалку-гадалку, которая продаёт им бутылочку волшебного мыльного пузыря, «способного исполнять их мечты». Вернувшись домой, Губка Боб пускает пузыри, чтобы воплотить мечты своих друзей в реальность. Патрик читает этикетку на бутылочке и обнаруживает, что на самом деле это бутылочка «Слёз русалки», мыльных пузырей короля Нептуна, которыми смертным пользоваться запрещено. Пузыри Губки Боба устраивают настоящий хаос, открывая портал и засасывая здания и его друзей в несколько Миров Желаний, одновременно покрывая Бикини Боттом веществом под названием космическое желе, которое является основой всех миров.
Губка Боб и Патрик (который превратился в воздушный шар) путешествуют по семи мирам, чтобы спасти своих друзей и Бикини Боттом. Помощь им оказывает мадам Кассандра. Ни Губка Боб, ни Патрик не знают, что у мадам Кассандры есть свои злодейские намерения. В игре представлены следующие локации: Бикини Боттом, медузьи поля Дикого Запада, карате-центр Бикини Боттом, пиратская липкая лагуна, Хэллоуинский Каменный Боттом, доисторический лес водорослей, средневековые серные поля и мир желейных перчаток.
После спасения своих друзей и передаче Кассандре желе из всех Миров Желаний, король Нептун вмешивается и срывается на Губку Боба за то, что тот неосознанно помогал Кассандре в её планах, объясняя, что она украла у него ту самую бутылку с пузырями, и что она никогда не представляла реальной опасности, пока Губка не помог ей. Затем Кассандра заманивает Нептуна в ловушку и объявляет о своём плане захватить океан. Кассандра использует космическое желе, чтобы превратить Сквидварда в желейного монстра по имени Желейный Сквидвард, и использует его, чтобы попытаться уничтожить Губку Боба и Патрика. После победы над Кассандрой и Желейным Сквидвардом, Кассандра изгоняется через портал, Сквидвард и Патрик возвращаются в нормальное состояние, а король Нептун освобождается. В благодарность за спасение всех, король Нептун исполняет одно желание Губки Боба, но Патрик, несмотря на протесты остальных, хочет «начать всё сначала», возвращая Бикини Боттом в состояние хаоса.

## Разработка и выход
The Cosmic Shake разрабатывался студией Purple Lamp Studios, которая ранее работала над SpongeBob SquarePants: Battle for Bikini Bottom — Rehydrated. Проект был задуман как духовное продолжение Rehydrated, работа над ним началась после коммерческого успеха Rehydrated. В то время как в Battle For Bikini Bottom было три игровых персонажа с уникальными способностями — Губка Боб, Патрик и Сэнди, — Purple Lamp решила сконцентрироваться только на Губке Боба, наделив его большим количеством способностей.
THQ Nordic анонсировала игру 17 сентября 2021 года в рамках своей десятой юбилейной выставки. Игровой процесс был продемонстрирован 12 августа 2022 года. Демо-версия игры была представлена на Gamescom 2022. 13 сентября 2022 года, во время презентации Nintendo Direct, было объявлено, что игра выйдет в 2023 году.
Игра вышла 31 января 2023 года на PlayStation 4, Xbox One, Nintendo Switch и компьютеры под управлением Windows, 24 октября — на PlayStation 5 и Xbox Series X/S, 12 декабря — на iOS, а 21 декабря — на Android.

## Отзывы критиков
| Сводный рейтинг       | Сводный рейтинг                                    |
| Агрегатор             | Оценка                                             |
| --------------------- | -------------------------------------------------- |
| Metacritic            | 71/100 (PC) 69/100 (PS4) 68/100 (XONE) 73/100 (NS) |
| Иноязычные издания    |                                                    |
| Издание               | Оценка                                             |
| GameSpot              | 7/10                                               |
| Nintendo Life         | [ 26 ]                                             |
| Nintendo World Report | 7,5/10                                             |
| Push Square           | 6/10                                               |
| Shacknews             | 8/10                                               |
| Русскоязычные издания |                                                    |
| Издание               | Оценка                                             |
| StopGame.ru           | «Похвально»                                        |

SpongeBob SquarePants: The Cosmic Shake получила смешанные отзывы, согласно агрегатору рецензий Metacritic.